# Andreas Theodorus Spies
Andreas Theodorus Spies (Swellendam, 11 oktober 1800 - Goede Hoop, Utrecht (Zuid-Afrika), 29 december 1889) was de stichter van de Republiek Kliprivier (1847) en de Republiek Utrecht (1853) in het hedendaagse KwaZoeloe-Natal, Zuid-Afrika.

## Biografie
Spies werd geboren te Swellendam in de toentertijd Britse Kaapkolonie. Als onderdeel van de Voortrekkers vestigde hij zich in de Republiek Natalia waar hij lid werd van de Volksraad en de eerste commandant en landdrost werd van Weenen. Na de Britse annexatie van Natalia stichtte hij in 1847 de Republiek Kliprivier en in 1853 de Republiek Utrecht. Als eerste landdrost van Utrecht (Zuid-Afrika) speelde hij een leidende rol in de onderhandelingen die leidden tot de vereniging van de Republiek Utrecht met de Republiek Lydenburg en later de Zuid-Afrikaansche Republiek (Transvaal). In 1864 trok hij zich terug uit het politieke leven en bleef hij tot zijn overlijden op 89-jarige leeftijd veeboer op zijn boerderij Goede Hoop.

## Bron
- (af)  Swart, M.J., e.a. (red.): Afrikaanse Kultuuralmanak. Aucklandpark: Federasie van Afrikaanse Kultuurvereniginge, 1980, p.374. ISBN 0-620-04543-4